# Trichareva fulvilaniata
Trichareva fulvilaniata är en fjärilsart som beskrevs av Paul Dognin 1914. Trichareva fulvilaniata ingår i släktet Trichareva och familjen björnspinnare. Inga underarter finns listade i Catalogue of Life.